# Exidmonea atlantica
Exidmonea atlantica är en mossdjursart som först beskrevs av Forbes in Johnston 1847.  Exidmonea atlantica ingår i släktet Exidmonea och familjen Tubuliporidae. Inga underarter finns listade i Catalogue of Life.